# Glacier des Grands
Le glacier des Grands est un glacier de Suisse situé dans le massif du Mont-Blanc, sur la commune de Trient du canton du Valais.
Le glacier naît sur l'ubac de la pointe des Grands et des aiguilles du Génépi, du Midi des Grands et du Pissoir, à environ 3 200 mètres d'altitude, et se dirige vers le nord en direction du val de Trient. Il est entouré par le glacier des Berons à l'ouest de l'autre côté de la croix des Berons, par le glacier du Trient à l'est de l'autre côté du Pissoir et par le glacier du Tour au sud de l'autre côté de la pointe des Grands et des aiguilles du Génépi, du Midi et du Pissoir qui marquent la frontière avec la France.
Une langue glaciaire au nord-est s'individualise en empruntant une petite vallée et prend le nom de glacier des Petoudes du nom d'un alpage en contrebas.

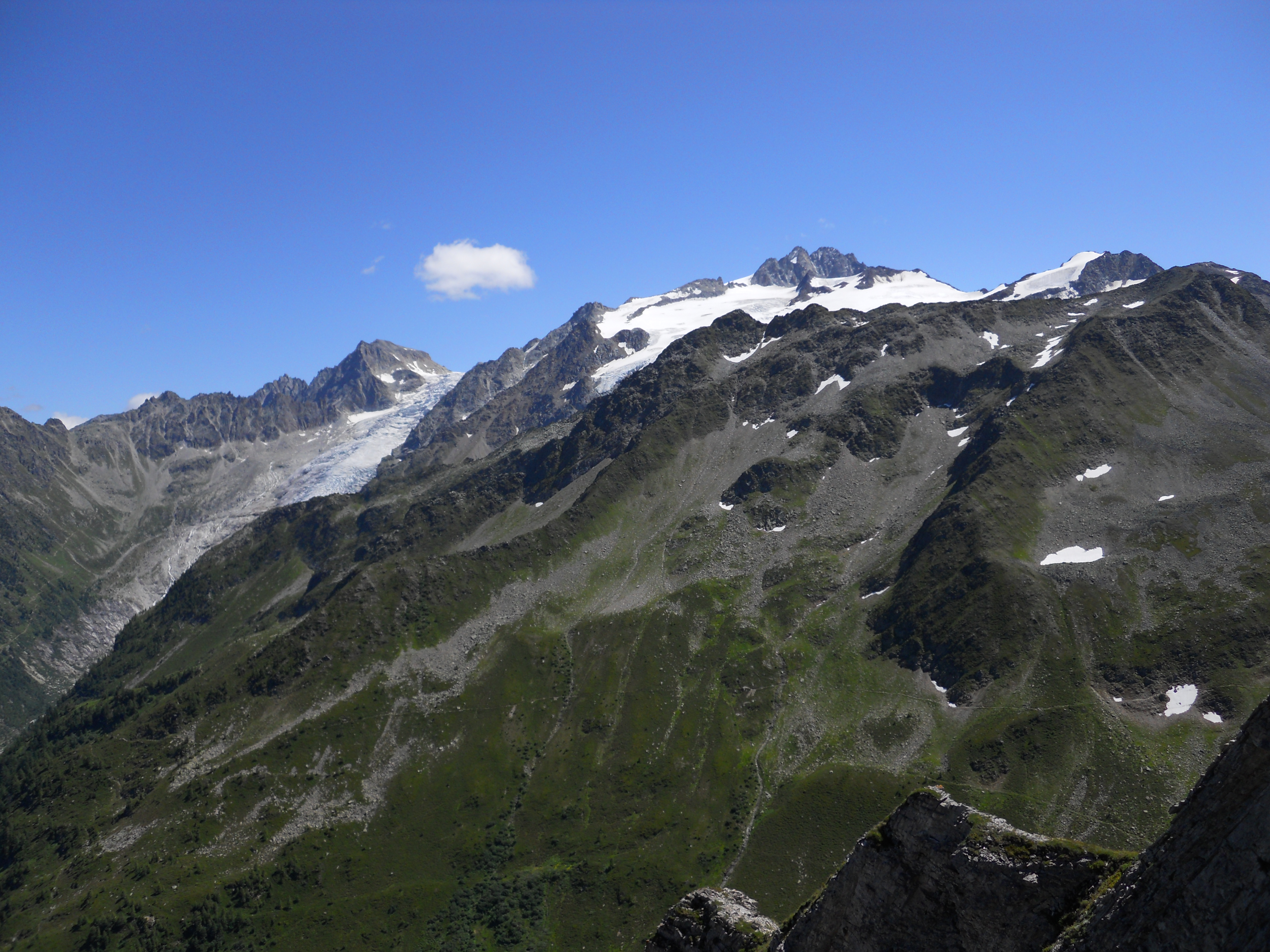
Le glacier des Grands sous l'aiguille du Tour avec à gauche la langue terminale du glacier du Trient et à droite le glacier des Berons vus depuis la Croix de Fer au nord-ouest.